# Comuna Katiujanka, Vîșhorod
Katiujanka (în ucraineană Катюжанка) este o comună în raionul Vîșhorod, regiunea Kiev, Ucraina, formată din satele Huta-Katiujanska și Katiujanka (reședința).

## Demografie
Componența lingvistică a comunei Katiujanka
     Ucraineană (96,98%)
     Rusă (2,65%)
     Alte limbi (0,21%)
Conform recensământului din 2001, majoritatea populației comunei Katiujanka era vorbitoare de ucraineană (96,98%), existând în minoritate și vorbitori de rusă (2,65%).